# Mufti (film)
Mufti è un film del 2017 diretto da Narthan.